# Air Guadeloupe
Air Guadeloupe — скасована авіакомпанія Гваделупи зі штаб-квартирою в Лез-Абим, яка працювала у сфері вантажних і пасажирських перевезень у період з 1969 по 2000 роки.
Портом приписки авіакомпанії був міжнародний аеропорт Пуент-а-Пітр.

## Історія
Авіакомпанія Société Antillaise de Transport Aérien (SATA) була заснована 21 травня 1970 року, проте операційну діяльність почала тільки в 1994 році з призначенням генерального директора Франсуа Паньоля. Зміна офіційної назви компанії відбулося майже відразу після її заснування.
У 2000 році Air Guadeloupe об'єдналася з авіакомпаніями Air Martinique, Air Saint Barthélémy і Air Saint Martin. Укрупнений регіональний авіаперевізник отримав назву Air Caraïbes.

## Маршрутна мережа авіакомпанії

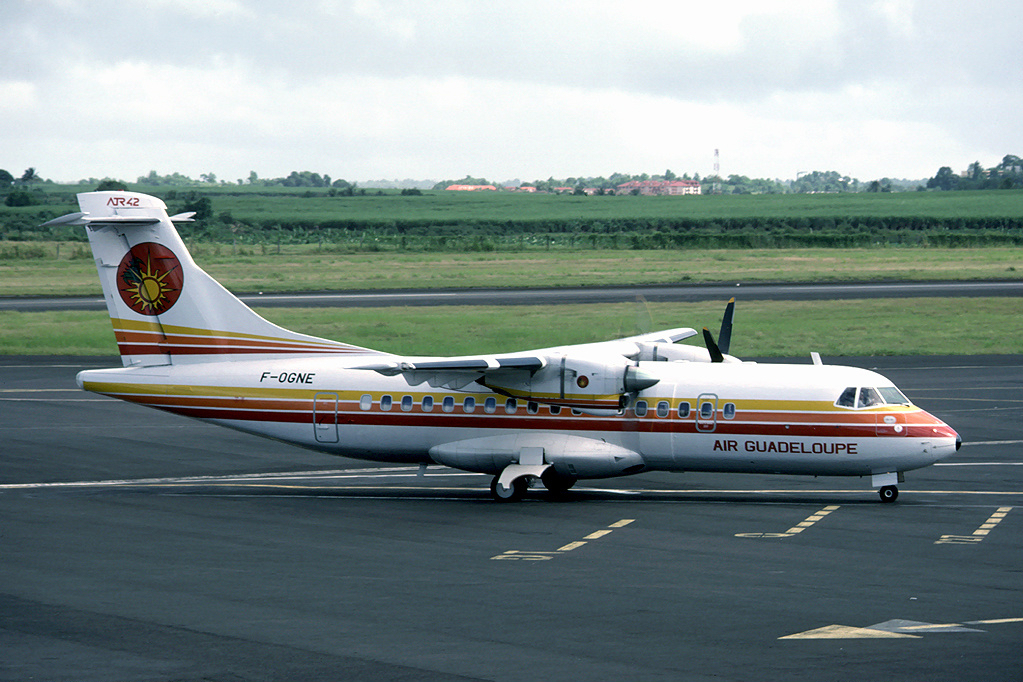
ATR 42-300 авіакомпанії Air Guadeloupe в міжнародному аеропорту Пуент-а-Пітр, грудень 1986 року

### Країни Карибського басейну
- DOM — Домініка (Домініканська Республіка)
- FDF — Мартиніка
- GBJ — Марія-Галанте
- DSD — Ла-Десірад
- LSS — Ле-Сент
- PAP — Порт-о-Пренс
- SDQ — Санто-Домінго
- SFG — Гранд-Кейс
- SJU — Сан-Хуан — міжнародний аеропорт імені Луїса Муньоса Марина
- SXM — Сінт-Мартен — міжнародному аеропорту імені принцеси Юліани

### Південна Америка
- CAY — Матурі, Cayenne (Французька Гвіана) — міжнародний аеропорт імені Фелікса Ебуе

## Повітряний флот
- de Havilland Canada DHC-6 Twin Otter, 19 місць в одному класі — 2 од.
- Dornier Do 228-200, 19 місць в одному класі — 4 од.
- ATR-42-300, 50 місць в одному класі — 2 од.
- ATR-72-200, 70 місць в одному класі — 1 од.

## Авіаподії та інциденти
- 21 грудня 1972 року. Літак Twin Otter, що виконував рейс від імені авіакомпанії Air France з Гваделупи в Сінт-Мартен, зазнав аварії при заході на посадку в аеропорту призначення в темний час доби. Загинули 13 осіб на борту (11 пасажирів і 2 члени екіпажу)
- 18 листопада 1978 року. Літак Twin Otter в штормових умовах впав з висоти 200-300 футів у воду в 13 метрах від берегової лінії. З 20 осіб на борту загинули 15.